# Застава Грчке
Застава Грчке се састоји од девет хоризонталних линија плаве и беле боје наизменично, и белог равнокраког (тзв. грчког) крста на плавој позадини у горњем левом углу (кантону).
Крст је овде симбол православља. Порекло и симболика линија нису званично одређени, а поред популарних тумачења, претпоставља се да имају подлогу из времена Византије, иако о томе нема потврда у историјским документима (види:Симболи Византије).
Плава и бела боја такође симболишу боје грчког мора и острва, као и боје традиционалне ношње.

## Галерија
- Застава Грчке до 1821.
- Застава Грчке
(1828–1978)
- Државна застава Краљевине Грчке
(1863–1924)
(1935–1973)
- Застава Палеолога
- Застава Грчке православне цркве
- Стандарта Председника Грчке